# Villa Concepción del Tío
Villa Concepción del Tío är en ort i Argentina.   Den ligger i provinsen Córdoba, i den centrala delen av landet, 600 km nordväst om huvudstaden Buenos Aires. Villa Concepción del Tío ligger 125 meter över havet och antalet invånare är 1 585.
Terrängen runt Villa Concepción del Tío är mycket platt. Runt Villa Concepción del Tío är det glesbefolkat, med 14 invånare per kvadratkilometer.. Närmaste större samhälle är La Francia, 19,4 km sydost om Villa Concepción del Tío.
Trakten runt Villa Concepción del Tío består till största delen av jordbruksmark.